# Zoar (Bibel)
Koordinaten: 31° 2′ 48,5″ N, 35° 30′ 8,8″ O
Zoar (hebräisch צֹעַר Zoʿar, deutsch: „kleiner Ort“) ist eine antike Siedlung an der Ostküste des Toten Meeres. Die Lage des Ortes ist auf der Mosaikkarte von Madaba dargestellt, einer kartografischen Darstellung des südöstlichen Mittelmeerraumes aus dem mittleren 6. Jahrhundert n. Chr.

## Biblische Überlieferung
Nach biblischer Überlieferung fand Lot, der Neffe Abrahams, 
in Zoar nach der Zerstörung Sodoms Zuflucht (Gen 19,20–22 ). Er soll der Stadt, in Anspielung auf ihre geringe Größe, auch ihren Namen gegeben haben. Nach Gen 14,2  hätte die Stadt zunächst Bela geheißen, was als sprechender Name auf das Schicksal der Koalition verweist, zu der Zoar gehört haben soll (Sodom und Gomorra).

## Römische und byzantinische Zeit
In römischer Zeit gehörte die Stadt zur Provincia Arabia bzw. Palaestina tertia. Ein byzantinischer Friedhof wies zahlreiche griechisch und aramäisch beschriftete Grabsteine auf. Anhand der Schrift/Sprache lässt sich zwischen jüdischen und christlichen Gräbern unterscheiden. Die jüdischen Grabsteine weisen als besondere Neuerung die Nennung des Todestages auf. Ebenso wird bei Frauen meistens der Name des Vaters genannt anstatt, wie bis dahin üblich, der Name des Mannes.
Heute existiert ein Titularbistum der Römisch-katholischen Kirche, das auf das antike Bistum zurückgeht.